# Karl Olie

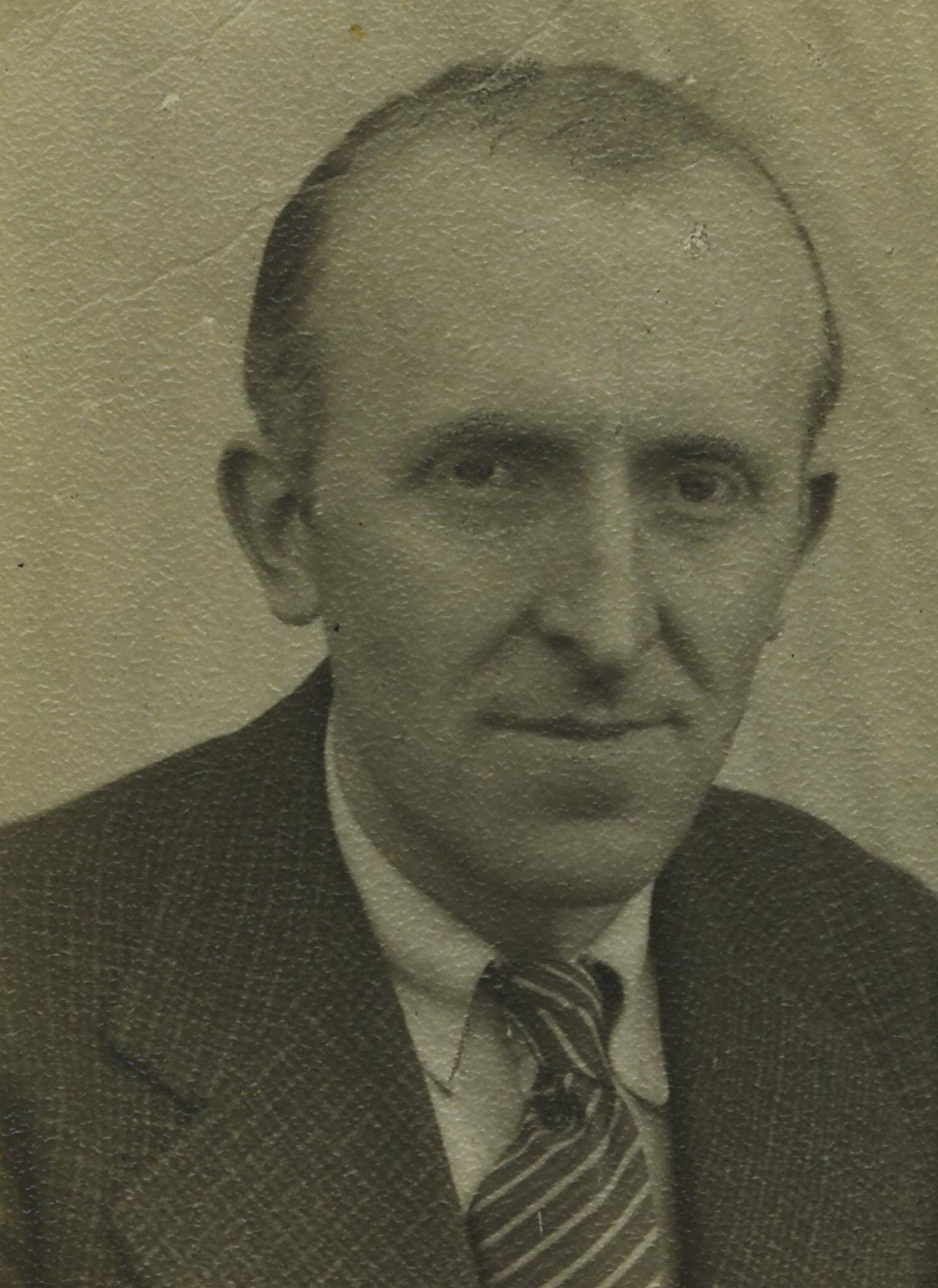
Karl Olie 1950

Gottfried-Karl Olie (* 6. August 1915 in Nieukerk; † 28. Juni 1987 ebenda) war ein deutscher Glasmaler und Kunstmaler.
Nach der Lehre als Kunstglaser und Besuch der Werkkunstschule Krefeld arbeitete er als Glasmaler in verschiedenen Glasmalereiwerkstätten in West- und Süddeutschland. Erste profane und sakrale Glasmalereien entwarf und fertigte er schon vor 1939, als er sein erstes Atelier in seinem Elternhaus in Nieukerk einrichtete. Von 1940 bis 1949 war er im Kriegsdienst und in Gefangenschaft. Nach der Spätheimkehr fand er sein Atelier zerstört vor und er begann es wieder einzurichten. 1954 baute er ein kleines Atelier mit Wohnung in Nieukerk. Seit 1972 arbeitete er in einer Ateliergemeinschaft mit seinem Neffen Karl-Gottfried Olie.
Neben zahlreichen profanen Arbeiten in öffentlichen und privaten Häusern fertigte er mehr als 1000 Glasmalereien als Kabinettscheiben an, die sowohl in Deutschland, den Niederlanden, in Italien, Österreich, Kanada, den USA und anderen Ländern installiert wurden. Für einige Pfarrkirchen und Kapellen hat er Fenster entworfen und in eigener Werkstatt ausgeführt.
Er war Mitglied des Berufsverbandes Bildender Künstler und fertigte neben seinen Arbeiten in Glas auch Ölbilder an.

## Werkauswahl

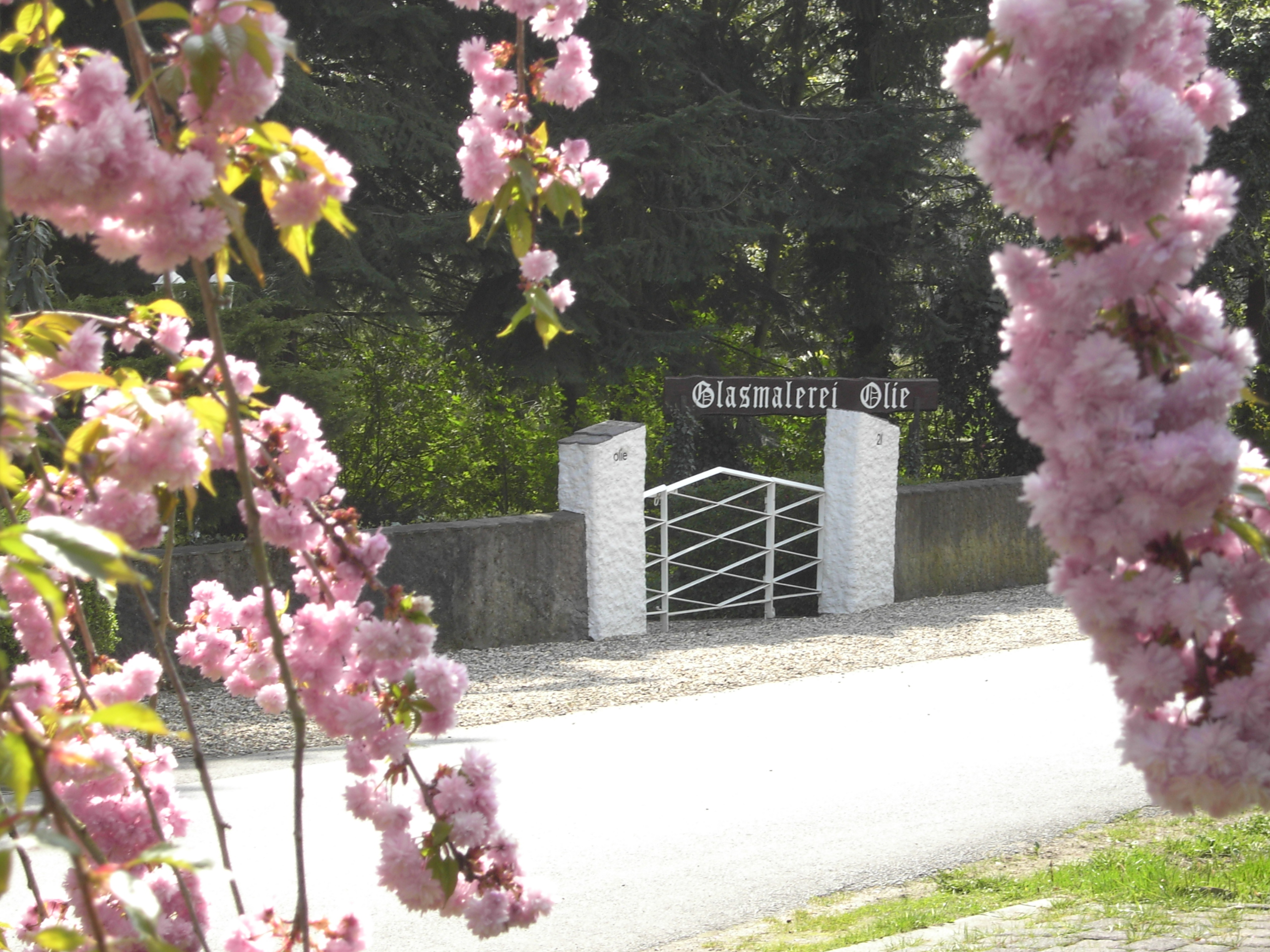
Atelier Glasmalerei Olie

- 1940: Sämann, Christus-Symbole, Kreuz und Krone, Der Schnitter, Vier Kirchenfenster (Antikglas, Blei, Schwarzlot,), Kerken-Niedereyll, St.-Antonius-Kapelle
- 1951: Maria mit dem Kind, Kirchenfenster (Antikglas, Blei, Schwarzlot, 550 × 180 cm), Nieukerk, St. Dionysius, Seitenschiff Turmfenster
- 1955: Das Schiff, Kirchenfenster (Antikglas, Blei, Schwarzlot, 250 × 180 cm), Wachtendonk-Wankum, St. Martin, südliches Seitenschiff
- 1955: Johannes der Täufer, Kirchenfenster (Antikglas, Blei, Schwarzlot, 250 × 60 cm), Wachtendonk-Wankum, St. Martin, südliches Seitenschiff
- 1955: Maria mit dem Kind, Kirchenfenster (Antikglas, Blei, Schwarzlot, 250 × 60 cm), Rheurdt-Kengen, St. Marien Kapelle, mittleres Fenster
- 1955: St. Johannes der Täufer, Kirchenfenster (Antikglas, Blei, Schwarzlot, 220 × 60 cm), Rheurdt-Kengen, St. Marien Kapelle, rechtes Fenster
- 1955: Heiliger Hubertus, Kirchenfenster (Antikglas, Blei, Schwarzlot, 220 × 60 cm), Rheurdt-Kengen, St. Marien Kapelle, linkes Fenster
- 1968: St. Martin, Kirchenfenster (Danziger- und Antikglas, Blei, Schwarzlot, 550 × 180 cm), Schaephuysen, St. Hubertus, südliches Seitenschiff